# Inge Scholz-Strasser
Inge Scholz-Strasser (* 18. Februar 1952 in Wien) ist eine österreichische Kulturmanagerin. Sie war von 1987 bis 2003 Generalsekretärin der Sigmund-Freud-Gesellschaft, anschließend daran bis 2013 Vorstandsvorsitzende der Sigmund Freud Privatstiftung. Als Direktorin leitete sie von 1996 bis 2013 das Sigmund-Freud-Museum in Wien.

## Leben
Nach Ablegung der Matura 1970 an einer Wiener AHS studierte Inge Scholz-Strasser an der Universität Wien Geschichte und Philosophie und schloss das Studium 1978 mit dem Magister ab. Anschließend unterrichtete sie bis 1986 die Fächer Geschichte und Philosophie (PPP) in Wien. Gleichzeitig bearbeitete sie ein Projekt des Wissenschaftsministeriums zur „Dokumentation Frauenforschung in Österreich“. 1985 begann sie ihre Tätigkeit in der Sigmund-Freud-Gesellschaft. Während ihrer Direktion wurde das Sigmund-Freud-Museum erstmals substantiell ausgebaut (1996) und um die Aufstellung der Bibliothek sowie der Konzeptkunstsammlung „Contemporary Art Collection, Sigmund Freud Museum Vienna“, erweitert. Die Sammlung wird weltweit gezeigt.
Sie rief die Sponsoring Organisationen „Verein der Freunde des Sigmund Freud Museums Wien“ (1991) und „Freud Foundation U.S.“(2006) ins Leben. Zum 150. Geburtstag Sigmund Freuds 2006 brachte die Stadt Wien auf ihre Initiative das Haus Berggasse 19 in die Stiftung ein. Sie ist bei Ausstellungen und Kulturprojekten beratend tätig, hat Beiträge zur Biografie Sigmund Freuds und Sozialgeschichte Wiens publiziert und mehrere Bücher und Ausstellungskataloge herausgegeben.
Inge Scholz-Strasser war mit dem ehemaligen Wiener Stadtschulratspräsidenten Kurt Scholz verheiratet; die Ehe wurde geschieden. 2012 wurde ihr der Berufstitel „Professor“ verliehen, 2013 das goldene Verdienstzeichen des Landes Wien. Sie ist die Enkeltochter von Fritz Tejessy.

## Ausstellungen (Auswahl)
Kuratiert
- ON THE ROAD/SULLA STRADA/UNTERWEGS. Eine Ausstellung mit Fotografien von Igor Kovac im Kunstraum Nestroyhof. Wien 2018
- Hidden Freud. In Kooperation mit Helmut Strutzmann und Jeanne Wolff-Bernstein. Ausstellung auf Litfaßsäulen im öffentlichen Raum. Wien 2014
- A View From Outside - Reloaded (2010–2011) mit Arbeiten von Susan Hefuna, Ann-Sofi Sidén und Lala Rascic, in Zusammenarbeit mit Peter Pakesch.
- Eros und Thanatos: gemeinsam mit Monika Knofler und Jeanne Wolff-Bernstein, im Sigmund Freud Museum und dem Palais Liechtenstein (2009)
- Ferdinand Schmutzer: Sigmund Freud und seine Zeit, gemeinsam mit Monika Knofler im Sigmund Freud Museum (2008–2009)
- Wege zum Unbewussten. In Kooperation mit Helmut Strutzmann und Lydia Marinelli. 2006 Ausstellung auf Litfaßsäulen im öffentlichen Raum
- A View From Outside - Continued (2005–2006) mit Arbeiten von Ernesto Neto, Monika Sosnowska und Joan Jonas in Zusammenarbeit mit Lydia Marinelli, Peter Pakesch und Elisabeth Schlebrügge
- A View From Outside (2003–2004) mit Arbeiten von Joseph Kosuth, Louise Bourgeois und Clegg & Guttmann, in Zusammenarbeit mit Lydia Marinelli, Peter Pakesch und Elisabeth Schlebrügge im Sigmund Freud Museum Wien
- Foundation for the Arts, Sigmund Freud Museum Vienna. 1997 im Sigmund Freud Museum Wien, gemeinsam mit Peter Pakesch und Joseph Kosuth

Management und Organisation
- Das Sigmund-Freud-Museum fotografiert von Gerald Zugmann. Eine Serie von zwölf Fotografien und eine Skulptur von Franz West, Budapest 2003
- Ferdinand Schmutzer, Freud und seine Zeit im Portrait, Bratislava 2011, Krakau 2010
- Die Couch. Vom Denken im Liegen. 2006 im Sigmund Freud Museum Wien. Kuratorin: Lydia Marinelli
- Das Sigmund Freud Museum fotografiert von Gerald Zugmann. Eine Serie von zwölf Fotografien und Skulpturen von Franz West und Michaela Spiegel, Budapest 2003
- Freuds verschwundene Nachbarn. 2003 im Sigmund Freud Museum Wien. Kuratorin: Lydia Marinelli
- Sigmund Freud: Konflikt und Kultur. (1999–2000) in der Österreichischen Nationalbibliothek. Eine Ausstellung der Library of Congress, gemeinsam mit dem Freud Museum London und dem Sigmund Freud Museum Wien

## Publikationen (Auswahl)
- 2015: mit August Sarnitz (Hrsg.): PRIVATE UTOPIA. Cultural Setting of the Interior in the 19th and 20th Century. De Gruyter 2015
- 2013: mit Wolfgang Müller-Funk und Herman Westerink (Hrsg.): Monotheism, Psychoanalysis and Law. Leuven University Press 2013
- 2005: Schinkenkäse-toast in: Allegro ma non troppo. Johnny Weissmüller Kochbuch – Von Freunden für Freunde. Dietmar Werner (Hg.). Literaturverlag Droschl 2005.
- Das Sigmund Freud Museum. Mehr als nur eine historische Gedenkstätte. In: Lisa Fischer, Regina Köpl (Hrsg.): Sigmund Freud – Wiener Schauplätze der Psychoanalyse. Böhlau 2005
- Die Foundation for the Arts, Sigmund Freud Museum Vienna. Zur Geschichte der Räume des Sigmund Freud Museums, Berggasse und Zur Kunstsammlung der Sigmund Freud Privatstiftung. In: Traumlandschaften. Kabinet. Russisch/Deutsch. Moskau 2005. (Hrsg.)
- The Sigmund Freud Museum Contemporary Art Collection. Wien:Sigmund Freud Privatstiftung 1998. 2. Auflage 2005
- 2002: Adolf Josef Storfer. Berggasse 19. Musée Freud. In: Dictionnaire international de la Psychanalyse, sous la direction de Alain de Mijolla. Paris, Calman Lévy 2002
- 1998: mit Giselher Guttmann (Hrsg.): Freud and the Neurosciences. From Brain Research to The Unconscious. Verlag der Österreichischen Akademie der Wissenschaften 1998
- 1994: mit Harald Leupold-Löwenthal und Hans Lobner (Hrsg.): Sigmund Freud Museum. Wien IX, Berggasse 19, Katalog. Verlag Christian Brandstätter 1994, mit einem Beitrag: Berggasse 19, das Sigmund Freud Museum und einem Anhang.(Hrsg.)(Deutsch und Englisch)
- 1994: Aggression und Krieg (Hrsg.)Turia und Kant 1994
- 1993: Berggasse 19, Einleitung und Bilduntertitel. In: Edmund Engelman. Sigmund Freud. Berggasse 19, Wien. Verlag Christian Brandstätter 1993 (Deutsch, Englisch, Italienisch)
- 1990: mit Harald Leupold-Löwenthal (Hrsg.) Sigmund Freud-Vorlesungen, Vorlesungen 1970–1988, Böhlau 1990
- 1986: (Hrsg.): Die Wiener Gauner-, Dirnen- und Zuhältersprache von Albert Petrikovits. Böhlau 1986

## Weitere Funktionen
- 1999–2009: Aufsichtsratsmitglied der Volksoper Wien
- 2003–2011: Universitätsratsmitglied der Akademie der Bildenden Künste Wien, von 2003 bis 2005 Vorsitzende, 2008–2011 stv. Vorsitzende
- 2003–2013: Mitglied des Wissenschaftlichen Beirats der Österreichischen Gesellschaft für Exilforschung
- 2005–2011: Vorstandsmitglied der Volkshochschule Hietzing
- 2006–2014: Board Member der Freund Foundation U.S.